# Broforce
Broforce è un videogioco sparatutto indie, a scorrimento laterale, sviluppato da Free Lives e pubblicato da Devolver Digital. Lo sviluppo è iniziato a partire da aprile 2012 attraverso una "game jam" ed è continuato con il lavoro degli sviluppatori e con il supporto popolare, entrando di lì a poco in fase "Early Access". Il gioco è stato distribuito il 15 ottobre 2015 per Microsoft Windows, OS X, e Linux (quest'ultimo è stato distribuito 2 giorni più tardi). Una versione per PlayStation 4 è stata pubblicata il 1º marzo 2016 e per Nintendo Switch il 6 settembre 2018.

## Modalità di gioco

Animazione di una battaglia contro un miniboss, che mostra il gameplay di gioco e la possibilità di distruggere l'ambiente circostante.

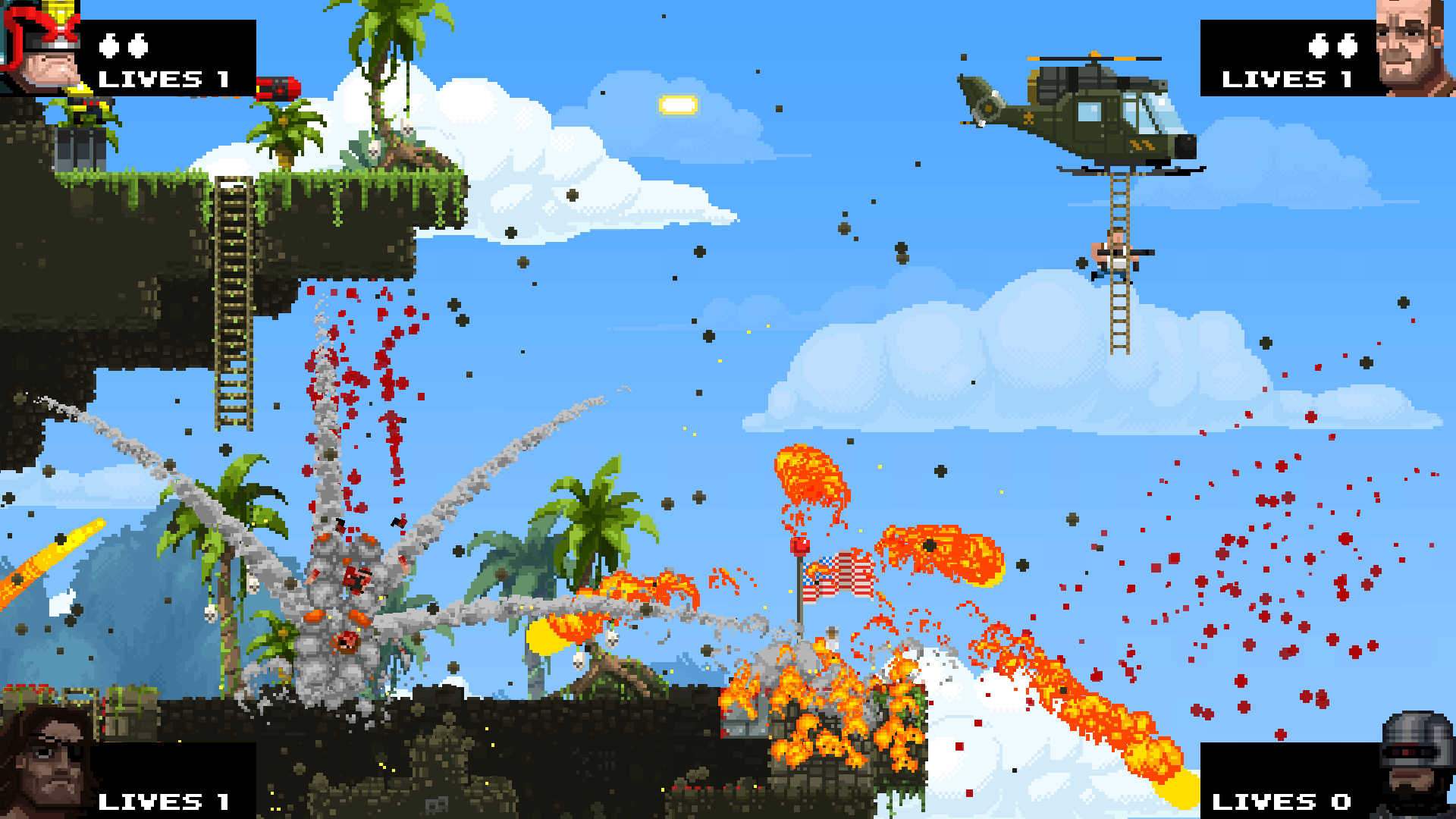
Screenshot che mostra la fase finale di un livello, dove i giocatori devono raggiungere un elicottero per abbandonare l'area.

Il giocatore riveste, in questo gioco, i panni di un "bro", un muscoloso personaggio che combatte i terroristi e salva altri "bro" (compagni di team) e prigionieri di guerra. La maggior parte degli ambienti di gioco si può distruggere con le armi dei personaggi. Il livello termina quando un giocatore sconfigge il diavolo (boss finale), per poi issare una bandiera americana e lasciare l'area in elicottero mentre il resto del livello esplode.
Inizialmente solo alcuni personaggi sono giocabili, mentre il resto dei personaggi si può sbloccare salvando un certo numero di prigionieri di guerra. Questi personaggi, i quali lavorano sotto la direzione di "Nelson Brodela", sono delle vere e proprie parodie di famosi eroi di film e serie TV, prese direttamente da John Rambo, John McClane, Chuck Norris, Mr. T, Ellen Ripley e T-800 ecc. ; i loro nomi sono spesso ottenuti aggiungendo la parola "bro" al nome originale (ad esempio Rambro, the Brominator etc.). I giocatori non possono scegliere con quale personaggio iniziare un livello e ogni volta che il personaggio muore o quando viene salvato un prigioniero di guerra, il personaggio giocabile cambia. Ogni personaggi ha abilità uniche, riprese dal relativo eroe di riferimento; per esempio, il personaggio basato su Ripley usa un lanciafiamme, e il personaggio basato su Indiana Jones usa una frusta.

## Sviluppo
Free Lives ha presentato Rambros come gioco partecipante alla vetritreesima game jam di Ludum Dare, tenutasi ad aprile 2012. Il gioco ha vinto il premio "fun" e ha ricevuto un feedback positivo che gli ha permesso di continuare come progetto di team. Gli sviluppatori hanno in seguito aggiunto la modalità cooperativa con un altro personaggio, Brommando; questa modalità sarebbe poi diventata il cuore concettuale del gioco dove il termine "bros" si sarebbe accostato a numerosi personaggi dei film action.

## Accoglienza
Il gioco è stato accolto molto bene dalla critica, tanto da essere addirittura inserito tra i giochi gratis del servizio PlayStation Plus di marzo 2016. IGN ha premiato il gioco con un voto di 8.8 su 10.